# 社会変革労働者党
社会変革労働者党（しゃかいへんかくろうどうしゃとう）は、韓国の法外政党。略称は変革党。労働者階級政党推進委員会の後身てある。

## 党指導部
- 代表(2016年1月31日 - 2017年1月21日)[2]
  - 李鍾会(イ・チョンフェ)
- 共同代表(2017年1月22日 - )[3]
  - 李鍾会(イ・チョンフェ)
  - 曺喜柱(チョ・ヒジュ)